# Triassic Attack
Triassic Attack ist ein US-amerikanischer Tierhorrorfilm von Colin Ferguson aus dem Jahr 2010 mit Steven Brand und Kirsty Mitchell in den Hauptrollen.

## Handlung
In der US-amerikanischen Kleinstadt Mill City kauft die ortsansässige Universität schon seit längerem eine beträchtliche Menge an Eigentum und Land. Um das Universitätsgelände zu erweitern, muss dabei die Hälfte der Häuser und Geschäfte abgerissen werden. Der Indianer Dakota ist gegen die Pläne, da Teile des Neubaus auf für die Indianer heiligem Land entsteht und dadurch das Erbe seiner Vorfahren zerstört wird. Auch vermutet er, dass seine Leute zum Verkauf ihres Landes gezwungen wurden und der Deal daher anfechtbar ist.
Dakotas Neffe ist Sheriff Jake Roundtree. Da dieser mangels Beweisen nicht handelt, wendet sich Dakota ab von ihm. Frustriert und wütend beschließt Dakota, die Stadt mit uralter Magie zu retten, und führt einen Ritus durch, bei dem böse Geister von drei Dinosaurierskeletten Besitz ergreifen und sie zum Leben erwecken. Die tobenden Skelette greifen die Bewohner der Stadt und die Arbeiter an und töten jeden, dem sie begegnen. Es liegt am Sheriff und seiner Frau Emma, einer Archäologin, einen Weg zu finden, um sie aufzuhalten. Als es immer mehr Todesfälle von Unschuldigen gibt, fühlt sich Dakota schuldig und macht sich auch daran, die Dinosaurier aufzuhalten.
Savannah, Tochter von Jake und Emma, befindet sich bald im Visier der prähistorischen Echsen.

## Hintergrund
Emilia Clarke, die ab 2011 für ihre Verkörperung der Daenerys Targaryen in der HBO-Fernsehserie Game of Thrones bekannt wurde, debütierte in diesem Film als Fernsehschauspielerin.
Obwohl sich der Filmtitel auf die Periode des Trias bezieht, lebten keine der im Film vorkommenden urzeitlichen Tiere in diesem Zeitalter. Dromaeosauridae (Raptoren) tauchten erst im Mitteljura auf, der Pteranodon und der Tyrannosaurus lebten in der Oberkreide.

## Kritik
„Billiger Fantasy-Horror ohne Substanz.“

„Klapperdürre Story, amateurhafte Tricks.“

Cinema äußert sich außerdem, dass die Dinosaurier „so schlecht designt sind, dass man sich für die Macher dieses Streifens fremdschämt“.